# Gertrud II. (Gernrode)
Gertrud II. von Boventhen († 8. Juli 1324 in Gernrode) war von 1317 bis 1324 die Äbtissin des freien weltlichen Stiftes von Gernrode und Frose. Sie ist die Nachfolgerin der Äbtissin Hedwig IV.

## Leben

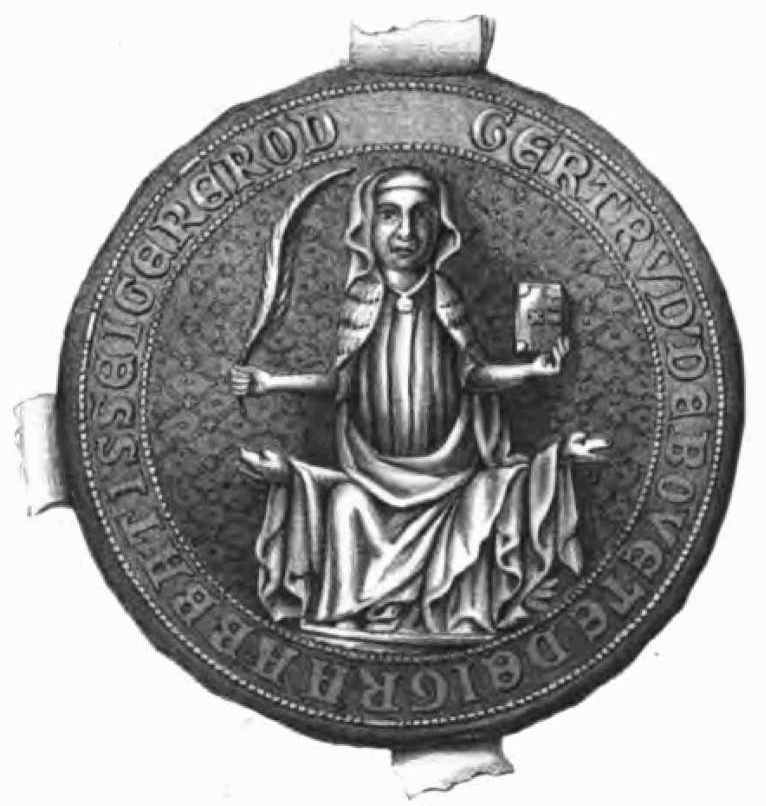
Siegel der Äbtissin Gertrud II. von Boventhen

Gertrud II. von Boventhen stammte aus einem edelfreien Geschlecht mit Stammsitz in Bovenden in der Nähe von Göttingen.
Gertrud II. war bereits seit 1299 als Kanonisse im Stift und hatte vor ihrer Wahl zur Äbtissin 1317 das Amt der Kellermeisterin celleraria inne. Die Bestätigung zur Wahl der Äbtissin durch Papst Johannes XXII. erfolgte am 21. Januar 1317.
Die Äbtissin geriet mit den Edlen von Hadmersleben in Streit um die Patronatsrechte der Kirchen zu Ströbeck und Siestedt. Um die Anerkennung ihrer Rechte durch die Edlen zu erhalten, musste sie diesen die Patronatsrechte über die Kirche in Ammendorf zu Lehen geben.
Das Stift muss sich zu diesem Zeitpunkt in erheblichen finanziellen Problemen befunden haben, denn das Stift sah sich außerstande den jährlichen päpstlichen Rekognitionszins in Höhe von 2 Mark Silber zu bezahlen, welchen das Stift seit seiner Tradierung an den päpstlichen Stuhl durch Gero abführen musste.
Zu den Problemen dürfte die im Jahre 1323 vorgenommene Befestigung einer kleinen Burganlage im Stiftsbezirk Gernrode, welche die anhaltischen Fürsten, wahrscheinlich Heinrich I., auf Kosten des Stiftes durchführten, erheblich beigetragen haben. Aus den Unterlagen geht hervor, dass die Bauarbeiten für das Stift nicht nur erhebliche Kosten verursachten, sondern dass auch das Archiv, sowie große Teile des Kirchenschatzes und etliche der Reliquien gestohlen wurden. Die Befestigungsanlagen waren im Jahr 1366 bereits so beschädigt, dass sie wieder repariert werden mussten.
Gertrud II. starb wahrscheinlich am 8. Juli 1324. Von Andreas Popperodt wird der 7. Juli 1324 als Datum ihres Todes angegeben. Dieser hatte noch die Inschrift der originalen Grabplatte gesehen. Das Grab ist heute allerdings verschwunden. Es befand sich aber bei den anderen Gräbern der Äbtissinnen in der Stiftskirche Gernrode. Gertrud kann aber nicht am 7. Juli 1324 gestorben sein, da sie am 8. Juli 1324 noch die Stiftung eines Altars in der Stiftskirche beurkundete, darüber hinaus wurde ihre Vigilie am 8. Juli gefeiert. Ihre Nachfolgerin im Amt war Jutta von Oesede.